# Martha Concepción Figueroa
Martha Concepción Figueroa Torres (sinh ngày 17 tháng 7 năm 1952 tại Santa Bárbara) là một giáo viên và chính trị gia người Honduras. Bà hiện đang giữ chức phó và phó chủ tịch thứ năm của Quốc hội Honduras đại diện cho Đảng Quốc gia của Honduras cho Santa Bárbara.